# 1897年臺灣
|        | 臺灣歷史 \| 台灣歷史年表 |
| 世纪： | 18世纪臺灣 \| 19世纪臺灣 \| 20世纪臺灣 |
| 年代： | 1860年代臺灣 \| 1870年代臺灣 \| 1880年代臺灣 \| 1890年代臺灣 \| 1900年代臺灣 \| 1910年代臺灣 \| 1920年代臺灣                                           |
| 年份： | 1892年臺灣 \| 1893年臺灣 \| 1894年臺灣 \| 1895年臺灣 \| 1896年臺灣 \| 1897年臺灣 \| 1898年臺灣 \| 1899年臺灣 \| 1900年臺灣 \| 1901年臺灣 \| 1902年臺灣 |
| 纪年： | 丁酉年（鸡年）、日本明治30年 |

1897年臺灣正處於日本統治的第三年。

## 政府

### 大豹共同體

總頭目：瓦旦·燮促（Watan Syat）

### 大日本帝國

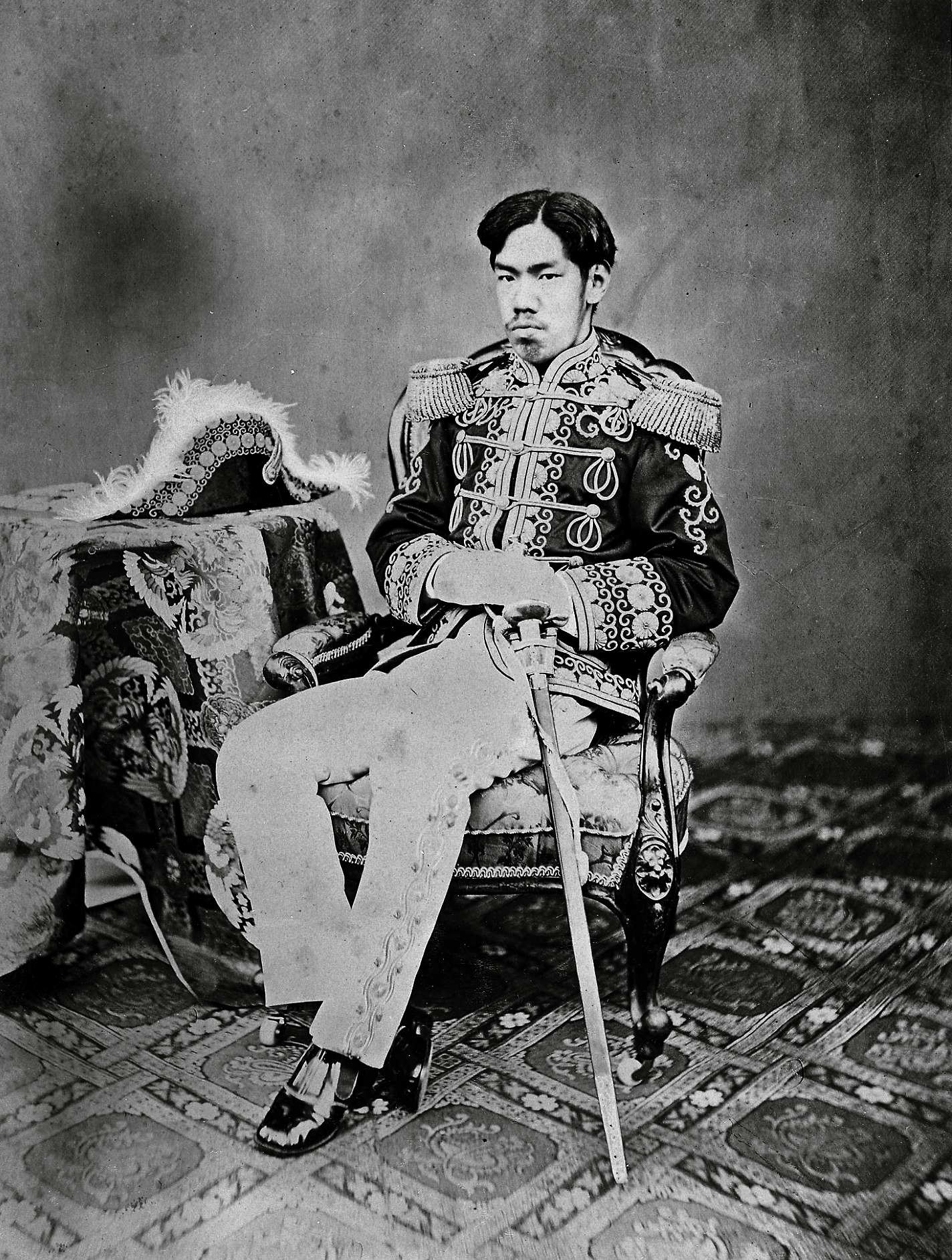
天皇：明治天皇
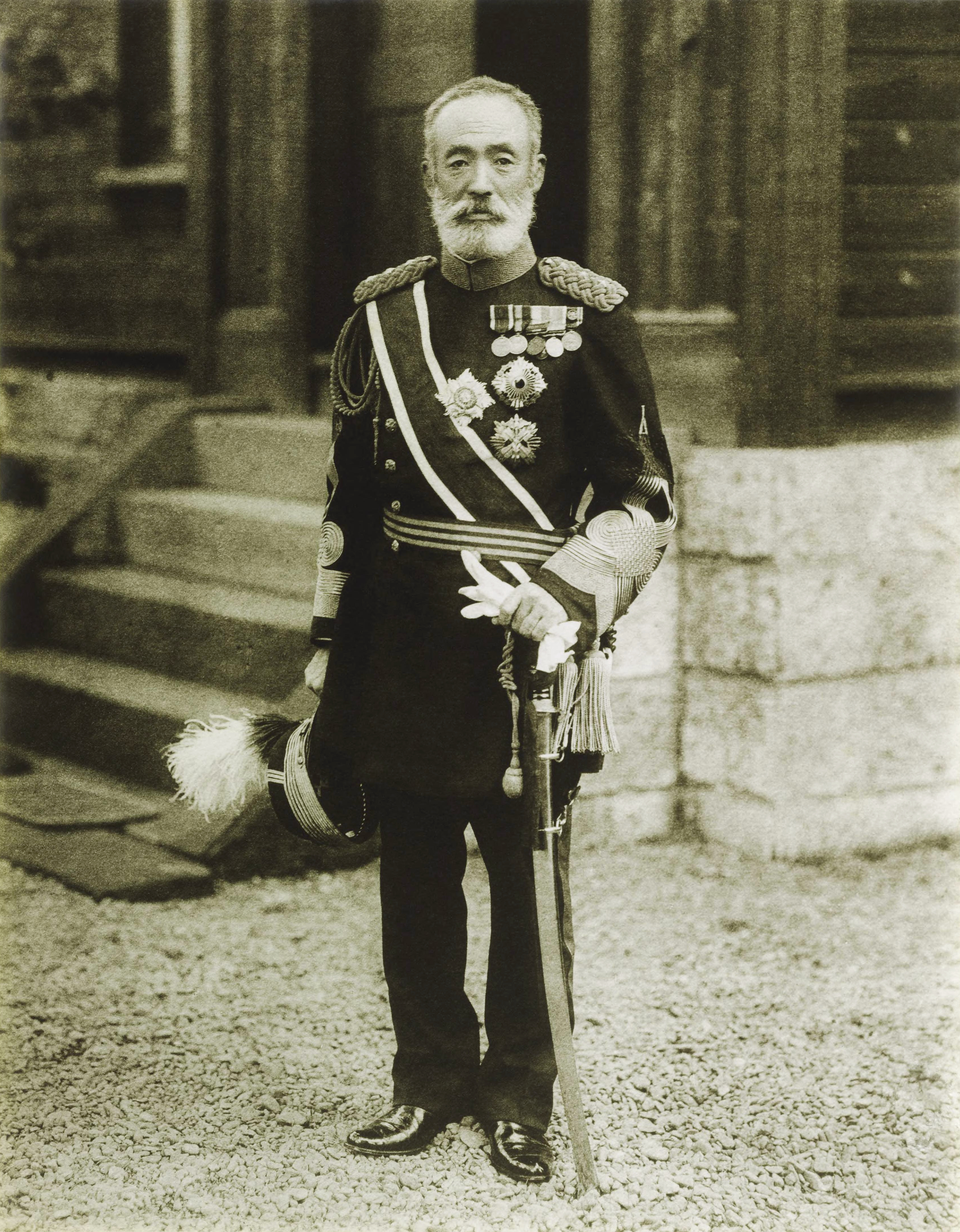
臺灣總督：乃木希典
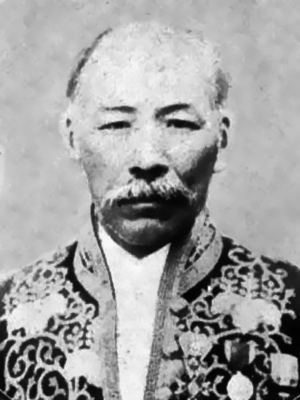
民政局長：曾根靜夫

#### 成員變動

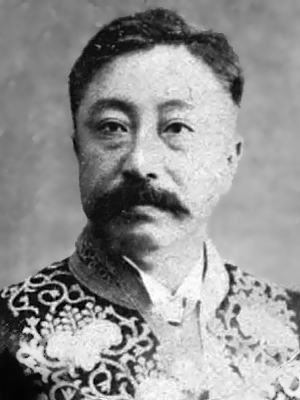
民政局長：水野遵

## 大事記
- 鼻頭角燈塔建造完成開始點火。
- 1月21日：公布〈臺灣阿片令〉[1]。
- 3月15日，日本拓殖大臣以陸軍步兵少佐菊池主殿為監督，率文武官僚數十人，上紅頭嶼「撫慰土番」，踏察實境。由於該島位置在巴士海峽與西班牙國領接壤，因此此舉確認紅頭嶼為日本領土。[2]:503
- 3月30日：公布〈臺灣銀行法〉[1]。
- 3月底：臺灣總督府民政局官員涉嫌在1896年11月利用收購民宅、營建官舍之際，收受屋主賄賂且擅改工程設計與估價單，勾結包商謀取不當利益，遭臺北地方法院檢查局拘提到案；此案於1898年4月4日經覆審法院宣判，民政局囑託、事務官、共同商會雇員、淺井商會雇員等被判有罪，處以禁錮、罰金、監視等刑罰，該年6月高等法院駁回上訴判刑確定[3]。
- 5月：臺北地方法院檢查局以涉嫌在臺灣總督府興建民政局官舍時偷工減料謀取不當利益為由起訴承包商澤井市造、臨時土木部技師杉山籍吉等人，此案後因罪證不足宣判無罪[3]。
- 5月8日：住民去就決定日。
- 5月17日：臺中縣埔里社支廳長兼埔里社地方法院院長、埔里社撫墾署署長檜山鐵三郎因涉嫌強盜、不當營利、教唆恐嚇取財、毀壞民宅與詐欺等罪嫌遭逮捕起訴，6月23日由埔里社地方法院判處懲役五年；同案被告（日人部署、臺人通事）經覆審法院上訴到高等法院，後被駁回維持覆審法院判決[3]。
- 5月26日：國語學校附屬學校設女子部。
- 6月10日：臺灣總督府發布府令第二十號調整臺灣行政區劃，實施六縣三廳制，分別是臺北、新竹、臺中、嘉義、臺南、鳳山六縣與宜蘭、臺東、澎湖三廳[4][5]。縣、廳之下設置辨務署，辨務署之下有街、庄、社長來協助地方行政事務[4]。
- 6月26日：實施「三段警備制」。
- 7月1日：
  - 部分辨務署正式開廳[6]：
    - 臺北縣：臺北辨務署、士林辨務署、新庄辨務署、三角湧辨務署、景尾辨務署、桃仔園辨務署、中壢辨務署、滬尾辨務署、樹林口辨務署、基隆辨務署、水返腳辨務署、頂雙溪辨務署、金包里辨務署
    - 新竹縣：苗栗辨務署
    - 臺中縣：彰化辨務署、埔里社辨務署
    - 鳳山縣：恆春辨務署
- 7月14日：
  - 部分辨務署正式開廳[6]：
    - 澎湖廳：媽宮辨務署、隘門辨務署、小池角辨務署、大赤崁辨務署
- 7月17日：
  - 部分辨務署正式開廳[6]：
    - 新竹縣：新竹辨務署
- 7月20日：
  - 部分辨務署正式開廳[6]：
    - 臺南縣：臺南辨務署、關帝廟辨務署、灣裡辨務署、大穆降辨務署、噍吧哖辨務署、蕃薯藔辨務署
- 7月26日：
  - 部分辨務署正式開廳[6]：
    - 澎湖廳：綱按辨務署
- 7月29日
  - 伊澤修二離職，學務部長由兒玉喜八接任[7]:362。
- 8月1日：
  - 部分辨務署正式開廳[6]：
    - 鳳山縣：打狗辨務署
    - 宜蘭廳：頭圍辨務署、宜蘭辨務署、羅東辨務署、利澤簡辨務署
- 8月16日：
  - 部分辨務署正式開廳[6]：
    - 嘉義縣：嘉義辨務署
- 8月18日：原歸臺南縣灣裡辨務署管理的廣儲東里改由大穆降辨務署管理；原歸澎湖廳隘門辨務署管理的嵵裡澚改由媽宮辨務署管理[8]
- 8月19日：
  - 部分辨務署正式開廳[6]：
    - 嘉義縣：斗六辨務署
- 9月1日：
  - 部分辨務署正式開廳[6]：
    - 新竹縣：北埔辨務署、新埔辨務署、頭份辨務署
    - 鳳山縣：鳳山辨務署、內埔辨務署
- 9月10日：
  - 部分辨務署正式開廳[6]：
    - 鳳山縣：阿公店辨務署、大湖辨務署
- 9月11日：
  - 部分辨務署正式開廳[6]：
    - 新竹縣：苑裡辨務署、大甲辨務署
- 9月15日：
  - 部分辨務署正式開廳[6]：
    - 臺中縣：南投辨務署、臺中辨務署、葫蘆墩辨務署、犁頭店辨務署、牛馬頭辨務署、大肚辨務署、和美線辨務署、鹿港辨務署、二林辨務署、北斗辨務署、社頭辨務署、員林辨務署、集集辨務署
- 9月20日：
  - 部分辨務署正式開廳[6]：
    - 鳳山縣：阿猴辨務署、阿里港辨務署
- 10月1日：
  - 部分辨務署正式開廳[6]：
    - 臺東廳：卑南辨務署、奇萊辨務署
- 12月18日：高等法院長高野孟矩免職。

## 出生
- 6月5日——歐清石，律師、政治人物。高等文官試驗合格，曾任臺南市會議員。二戰中於「東港事件」被捕，處無期徒刑。死於盟軍轟炸。（1945年逝世）
- 10月21日——游彌堅，政治人物，曾任官派台北市市長、國民大會代表。（1971年逝世）
- 10月25日——黃朝琴，「半山」政治人物，曾任官派台北市市長、臺灣省議會議長。（1972年逝世）
- 10月27日——韓石泉，醫師、日治時期社會運動者，戰後曾任臺灣省參議會參議員。（1963年逝世）